# هرو را ها
هرو را ها (به انگلیسی: Heru-ra-ha) (با معنای تحت‌الفظی «هورس خورشید تن» از میان سایر معانی ممکن) خدایی ترکیبی در تلما، مذهبی که در سال ۱۹۰۴ میلادی با آلیستر کراولی و کتاب شریعتش آغاز شده، می‌باشد. هرو راها ترکیب را هور خوئیت و هور پار کرات است. او با نوئیت و هدیت، دو خدای ارشد تلمایی دیگر در کتاب شریعت، که اشکال ایزدان مربوط به اسطوره‌شناسی مصری باستان نیز می‌باشند، در ارتباط است. شمایلش با نوئیت و هدیت را به نوت و هور بدهت (هورس ادفو) ربط داده‌است.

## نمود فعال
نمود فعال هرو راها، را هور خوئیت (در مصری به صورت را-هور-خوئیت، را-هار-خوتی یا به صورت را-هار-آخت) می‌باشد که بیشتر به ترجمهٔ یونانی را-هراختی (به معنای «راع (کسی که) هورس در افق») منصوب است. را هور خوئیت یا را هور خوت ناطق سومین فصل کتاب شریعت می‌باشد. نقل قول‌هایی از این فصل:
- «حال بگذار در ابتدا دانسته شود که من خدای جنگ و انتقال هستم. به زودی به آن‌ها خواهم پرداخت.» (کتاب شریعت ۳:۳)
- «اصلاً مترس؛ نه از انسان‌ها و نه از سرنوشت‌ها، و نه خدایان و نه هیچ چیز مترس؛ نه از غنی و نه از خنده ملت نابخرد، و نه از هیچ قدرتی در بهشت یا در زمین یا در زیر زمین مترسو. نو پناه توست و هدیت نور تو؛ و من قدرت، نیرو و توان بازوان تو هستم.» (کتاب شریعت ۳:۱۷)
- «من جنگاور سرور چهل‌ها هستم: هشت‌ها در برابرم {به خواری} زانو می‌زنند و حقیر می‌شوند. من برای شما پیروزی و لذت خواهم آورد: در جنگ در بازوان شما خواهم بود و شما از کشتن لذت خواهید برد. موفقیت گواه شماست، شجاعت جوشن شماست؛ به پیش روید، به پیش روید، در گروی قدرت من، و به خاطر هیچ چیز روی برنخواهید گردانید.» (کتاب شریعت ۳:۴۶)
- «شریعتی فرای چنان کن آنچه اراده کنی نبود.» (کتاب شریعت ۳:۶۰)

در تلما، را هور خوئیت ارباب عصر (که مطابق اصول تلما در ۱۹۰۴ میلادی آغاز شده) و فرزند تاج گذاشته و پیروز نامیده می‌شود.